# The Rescue
The Rescue (El rescate) es el tercer serial de la segunda temporada de la serie británica de ciencia ficción Doctor Who, emitido originalmente en dos episodios semanales el 2 y el 9 de enero de 1965. La historia está ambientada en el futuro, en el planeta Dido, y presenta a Maureen O'Brien como la nueva acompañante del Doctor, Vicki.

## Argumento
La tripulación de la TARDIS aún hecha de menos a Susan Foreman cuando la nave aterriza en un planeta que el Doctor reconoce como Dido, un mundo que ya ha visitado anteriormente. El trío se encuentra pronto con dos supervivientes de una nave estrellada, Vicki y Bennet, que están esperando a una nave de rescate, que se supone que llegará en tres días. Parece ser que Vicki y Bennet viven aterrorizados por Koquillion, un habitante de Dido que acecha la zona. Koquillion encuentra a los viajeros del tiempo y les ataca, empujando a Barbara por un precipicio y atrapando temporalmente a Ian y el Doctor. Vicki encuentra a Barbara herida y la rescata de Koquillion, y comparten su historia. El padre de Vicki fue uno de los muertos cuando los supervivientes del accidente, salvo Bennet y Vicki, fueron asesinados por los nativos de Dido. Evidentemente, ella está muy sola, al punto que se ha hecho amiga de una bestia que vive en una caverna, para que le haga compañía. Sin embargo, para cuando llegan Ian y el Doctor, las dos se han distanciado porque Barbara confundió a la bestia con una amenaza y la mató.
El Doctor entra en la habitación de Bennett y descubre que nada es lo que parece. El supuestamente tullido Bennet ha desaparecido, y una grabadora oculta su ausencia. Encuentra una trampilla en el suelo que le lleva hasta un templo excavado en la roca, donde desenmascara a Koquillion descubriendo que es Bennet. Este revela que mató a un miembro de la tripulación de su nave y fue arrestado, pero la nave se estrelló antes de que comunicaran el crimen a la Tierra. Fue él quien mató a los supervivientes del accidente y a los nativos de Dido para ocultar su crimen. Ha estado usando la identidad de Koquillion para que Vicki apoyara su coartada. Cuando Bennet está a punto de matar al Doctor, dos didonianos supervivientes llegan y empujan a Bennet por un precipicio hacia la muerte. Sin familia ni nada para ella en Dido, Vicki es recibida a bordo de la TARDIS.

## Producción
| Episodio           | Fecha de emisión   | Duración | Espectadores en millones | Estado en el archivo |
| ------------------ | ------------------ | -------- | ------------------------ | -------------------- |
| The Powerful Enemy | 2 de enero de 1965 | 26:15    | 12,0                     | Película de 16mm     |
| Desperate Measures | 9 de enero de 1965 | 24:36    | 13,0                     | Película de 16mm     |
| [ 1 ] [ 2 ] [ 3 ]  |                    |          |                          |                      |

Esta historia tenía como título provisional Doctor Who y Tanni, que era el nombre original de Vicki. El especial del décimo aniversario de 1973 de Radio Times llamó a la historia The Powerful Enemy, ya que tituló todas las historias iniciales por el título de su primer episodio.
Para mantener el misterio de su verdadera identidad, en los títulos Koquillion apareció como interpretado por "Sydney Wilson", un nombre inventado por el equipo de producción en homenaje a dos de los creadores de Doctor Who, Sydney Newman y Donald Wilson. Fue la primera vez que se usó para un miembro del reparto un pseudónimo en los títulos de crédito para ocultar un giro argumental sorpresa en Doctor Who. Otros ejemplos de esto incluyen Castrovalva (1982), donde el papel del Portreeve fue acreditado a "Neil Toynay", un anagrama de Anthony Ainley para evitar que los espectadores se dieran cuenta de que Portreeve era en realidad El Amo.

## Lanzamientos en VHS y DVD
La historia se publicó en 1994, en un doble VHS junto con The Romans. Se publicaría en DVD el 23 de febrero de 2009.